# Oswaldkirk
Oswaldkirk – wieś w Anglii, w hrabstwie North Yorkshire, w dystrykcie (unitary authority) North Yorkshire. Leży 27 km na północ od miasta York i 306 km na północ od Londynu.